# Бърнаби
Бърнаби (на английски: Burnaby) е град в Канада, провинция Британска Колумбия.
Населението му е 232 755 жители (по данни от 2011 г.). Разположен е на надморска височина от 0 до 370 м на територия с площ от 90,61 кв. км.
Основан е през 1892 г. и получава статут на град през 1992 г. Негов кмет е Дерек Кориган.

## Побратимени градове
- Джуншан, Китай
- Кусиро, Япония
- Мейса, САЩ
- Хвасон, Южна Корея